# Dušan Mitević
Dušan Mitević (v srbské cyrilici Душан Митевић; 3. února 1938, Pljevlja, Království Jugoslávie – 30. května 2003, Bělehrad, Srbsko a Černá Hora) byl srbský novinář a politik.

## Biografie
Dušan Mitević strávil své mládí v Kosovu. Jako novinář pracoval v několika denících, mezi které patřily Socijalizam, Gledišta, Naše teme, Politika a NIN.
Později se stal předsedou studentské organizace Bělehradské univerzity.
V roce 1987 byl předsedou městského výboru Svazu komunistů v Bělehradě. Jako člověk, který byl názorově blízký Slobodan Miloševićovi, zahájil kampaň proti časopisu Student. Následná aféra, která byla sledována v jugoslávském tisku, poukázala na rozdělenost jugoslávské společnosti mezi rigidními titoisty a liberály, kteří měli zájem na odstranění kultu osobnosti maršála Josipa Broze.[zdroj?]
Mitević byl v druhé polovině významným poradcem Slobodana Miloševiće a jedním z jeho klíčových osob, na které se mohl spolehnout při výkonu politiky. Byl blízkým přítelem jak Slobodana, tak i jeho manželky, Mirjany Markovićové. Před příjezdem Miloševiće do Kosova v roce 1987, kde pronesl srbský předák větu Nikdo vás nesmí bít! a stal se okamžitě zastáncem kosovských Srbů, se Mitević, který sám strávil značnou část života v Kosovu, pokoušel Miloševiće získat pro myšlenku obhajoby postavení kosovských Srbů, nicméně neúspěšně.
Mezi lety 1989 až 1991 byl ředitelem Rádio-televize Bělehrad (dnes RTS; srbská státní televize). Jako ředitel se snažil v televizi realizovat tvorbu dosud v socialistické zemi neznámých pořadů, jako např. diskuzních pořadů, kde mohli zástupci veřejnosti svobodně diskutovat s politickými představiteli. Zároveň ale dokázal nasměrovat televizi především tím směrem, jakým požadovalo srbské politické vedení, a to především proti slovinským a chorvatským politickým představitelům během Protibyrokratické revoluce.
Po demonstraci v březnu 1991 z této funkce odstoupil na nátlak protestujících studentů. a začal kritizovat Slobodana Miloševiće.[zdroj?]